# 藤井平治
藤井 平治（ふじい へいじ、1886年2月10日 - 1974年4月20日）は、日本の政治家。衆議院議員（1期）。

## 経歴
奈良県出身。奈良県議、初瀬町（現・桜井市）長、奈良県監査委員、奈良県農地委員会協議会長となる。
1949年の第24回衆議院議員総選挙では奈良全県区から民主自由党公認で立候補して当選した。衆議院議員を1期務めた。この間民主自由党幹事となった。1952年の第25回衆議院議員総選挙には立候補しなかった。
このほか関鉄工業(株)、初瀬温泉開発(株)各社長、奈良県森林組合参与、同理事を歴任した。1974年死去。